# لوغ لين فيليج (كولورادو)
لوغ لين فيليج (بالإنجليزية: Log Lane Village, Colorado)‏ هي بلدة تقع في مقاطعة مورغان، كولورادو بولاية كولورادو في الولايات المتحدة. تبلغ مساحتها 0.6 (كم²)، وترتفع عن سطح البحر 1318 م، بلغ عدد سكانها 873 نسمة في عام 2010 حسب إحصاء مكتب تعداد الولايات المتحدة وتصل الكثافة السكانية فيها 1455 نسمة/كم2.

## وصلات خارجية
- The US50 - Cities and Towns in Colorado State
- Colorado Cities and Towns, Facts, Map, Flag, Colleges, Government, and More